# Parafia Najświętszego Serca Pana Jezusa w Witankowie
Parafia pw. Najświętszego Serca Pana Jezusa w Witankowie – parafia należąca do dekanatu Wałcz, diecezji koszalińsko-kołobrzeskiej, metropolii szczecińsko-kamieńskiej.  

## Historia
Została erygowana 1 sierpnia 2016 roku przez biskupa koszalińsko-kołobrzeskiego Edwarda Dajczaka. Wydzielono ją z parafii pw. Wniebowzięcia Najświętszej Maryi Panny w Skrzatuszu. 

## Miejsca święte

### Kościół parafialny
Kościół pw. Najświętszego Serca Pana Jezusa w Witankowie
Kościół parafialny został zbudowany w 1909 roku w stylu neoromańskim.

### Kościoły filialne i kaplice
- kościół pw. św. Piotra i Pawła w Dobinie[1]
- kościół Ścięcia św. Jana Chrzciciela w Zawadzie[1]
- punkt odprawiania mszy św. w Chudem[1]
- punkt odprawiania mszy św. w Wiesiółce[1]